# Kilgetty/Begelly
Kilgetty/Begelly är en community i Storbritannien.   Den ligger i kommunen Pembrokeshire och riksdelen Wales, i den södra delen av landet, 300 km väster om huvudstaden London.
Den består av byarna Begelly, Broom, Kilgetty och Reynalton samt omgivande landsbygd.